# Echinocereus ferreirianus

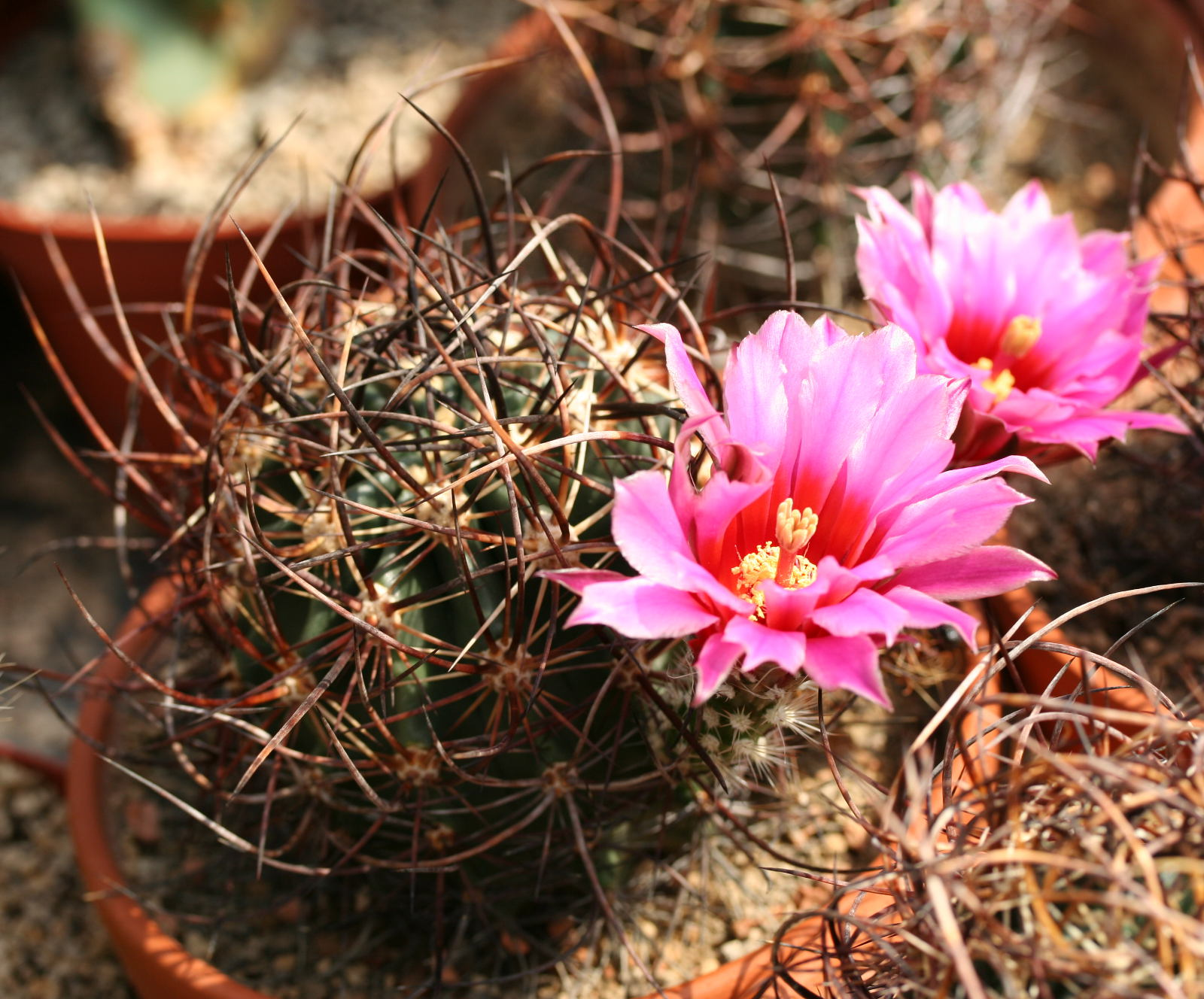
Echinocereus ferreirianus subsp. lindsayi

Echinocereus ferreirianus ist eine Pflanzenart in der Gattung Echinocereus aus der Familie der Kakteengewächse (Cactaceae). Das Artepitheton ferreirianus ehrt Enrique Ferreira, den mexikanischen Konsul aus San Diego, Kalifornien.

## Beschreibung
Echinocereus ferreirianus wächst einzeln bis verzweigt und bildet dann kleine Gruppen. Die kugelförmigen bis zylindrischen, grünen bis graugrünen Triebe erreichen bei Durchmessern von 4 bis 10 Zentimeter Wuchshöhen von bis zu 40 Zentimeter. Die Triebe sind fast vollständig von den Dornen umhüllt. Die vier bis sieben drehrunden, häufig gebogenen Mitteldornen sind anfangs rot und werden später dunkel oder grau. Sie sind 1,5 bis 10 Zentimeter lang. Die acht bis 14 weißlichen Randdornen sind 0,8 bis 4,5 Zentimeter lang.
Die trichterförmigen Blüten sind hell bis mehr oder weniger tief purpurrosafarben und besitzen einen dunkelorangefarbenen bis roten Schlund. Sie erscheinen in der Nähe der Triebspitzen, sind 6 bis 10 Zentimeter lang und erreichen einen Durchmesser von 4 bis 9,5 Zentimeter.

## Verbreitung, Systematik und Gefährdung
Echinocereus ferreirianus ist in Mexiko auf der Halbinsel Niederkalifornien verbreitet.
Die Erstbeschreibung erfolgte 1953 durch Howard Elliott Gates.
Es werden folgende Unterarten unterschieden:
- Echinocereus ferreirianus subsp. ferreirianus:
Die Nominatform hat 30 bis 40 Zentimeter hohe Triebe und beinahe immer 4 Mitteldornen.
- Echinocereus ferreirianus subsp. lindsayi (J.Meyrán) N.P.Taylor:
Die Erstbeschreibung als Echinocereus lindsay erfolgte 1975 durch Jorge Meyrán.[3] Nigel Paul Taylor stellte die Art 1997 als Unterart zu Echinocereus ferreirianus.[4] Die Unterart hat üblicherweise 13 Zentimeter hohe Triebe und 4 bis 7 Mitteldornen.

Echinocereus ferreirianus subsp. lindsayi wird in Anhang I des Washingtoner Artenschutz-Übereinkommen geführt. In der Roten Liste gefährdeter Arten der IUCN wird die Art als „Least Concern (LC)“, d. h. als nicht gefährdet geführt.

## Nachweise